# Collegio di Maidstone and The Weald
Maidstone and The Weald è stato un collegio elettorale inglese situato nel Kent rappresentato alla camera dei Comuni del parlamento del Regno Unito. Eleggeva un membro del parlamento con il sistema maggioritario a turno unico; il collegio è stato abolito in occasione della revisione periodica del 2024.

## Estensione
- 1997–2010: i ward del Borough di Maidstone diAllington, Barming, Boughton Monchelsea, Bridge, Coxheath, East, Farleigh, Heath, High Street, Loose, Marden, North, South, Staplehurst e Yalding, e i ward del Borough di Tunbridge Wells di Benenden, Cranbrook, Frittenden and Sissinghurst, Hawkhurst e Sandhurst.
- 2010–2024: i ward del Borough di Maidstone di Allington, Barming, Bridge, Coxheath and Hunton, East, Fant, Heath, High Street, Loose, Marden and Yalding, North, South e Staplehurst, e i ward del Borough di Tunbridge Wells di Benenden and Cranbrook e Frittenden and Sissinghurst.

Il principale centro abitato era il capoluogo della contea, Maidstone nel Kent, nel Sud Est dell'Inghilterra, con insediamenti minori sparsi in tutto il borgo di Maidstone e parzialmente in quello di Tunbridge Wells.

## Membri del parlamento
| Elezione | Elezione    | Deputato         | Partito          |
| -------- | ----------- | ---------------- | ---------------- |
|          | 1997        | Ann Widdecombe   | Conservatore     |
| 2010     | Helen Grant |                  | Conservatore     |
|          | 2024        | Collegio abolito | Collegio abolito |

## Elezioni

### Elezioni negli anni 2010
| Partito                    | Partito                                   | Candidato                  | Risultati 12 dicembre 2019 | Risultati 12 dicembre 2019 |
| Partito                    | Partito                                   | Candidato                  | Voti                       | %                          |
| -------------------------- | ----------------------------------------- | -------------------------- | -------------------------- | -------------------------- |
|                            | Conservatore                              | Helen Grant                | 31 220                     | 60,41                      |
|                            | Laburista                                 | Dan Wilkinson              | 9 448                      | 18,28                      |
|                            | Lib Dem                                   | James Willis               | 8 482                      | 16,41                      |
|                            | Verdi                                     | Stuart Jeffery             | 2 172                      | 4,20                       |
|                            | Indipendente                              | Yolande Kenward            | 358                        | 0,69                       |
|                            |                                           |                            |                            |                            |
| Iscritti                   | Iscritti                                  | Iscritti                   | 76 110                     | 100,00                     |
| ↳ Votanti (% su iscritti)  | ↳ Votanti (% su iscritti)                 | ↳ Votanti (% su iscritti)  | 51 680                     | 67,90                      |
| ↳ Astenuti (% su iscritti) | ↳ Astenuti (% su iscritti)                | ↳ Astenuti (% su iscritti) | 24 430                     | 32,10                      |
|                            |                                           |                            |                            |                            |
|                            | Esito: collegio confermato a Conservatore |                            |                            |                            |

| Partito                    | Partito                                   | Candidato                  | Risultati 8 giugno 2017 | Risultati 8 giugno 2017 |
| Partito                    | Partito                                   | Candidato                  | Voti                    | %                       |
| -------------------------- | ----------------------------------------- | -------------------------- | ----------------------- | ----------------------- |
|                            | Conservatore                              | Helen Grant                | 29 156                  | 56,38                   |
|                            | Laburista                                 | Allen Simpson              | 11 433                  | 22,11                   |
|                            | Lib Dem                                   | Emily Fermor               | 8 455                   | 16,35                   |
|                            | UKIP                                      | Pamela Watts               | 1 613                   | 3,12                    |
|                            | Verdi                                     | Stuart Jeffery             | 888                     | 1,72                    |
|                            | Indipendente                              | Yolande Kenward            | 172                     | 0,33                    |
|                            |                                           |                            |                         |                         |
| Iscritti                   | Iscritti                                  | Iscritti                   | 75 389                  | 100,00                  |
| ↳ Votanti (% su iscritti)  | ↳ Votanti (% su iscritti)                 | ↳ Votanti (% su iscritti)  | 51 717                  | 68,60                   |
| ↳ Astenuti (% su iscritti) | ↳ Astenuti (% su iscritti)                | ↳ Astenuti (% su iscritti) | 23 672                  | 31,40                   |
|                            |                                           |                            |                         |                         |
|                            | Esito: collegio confermato a Conservatore |                            |                         |                         |

| Partito                    | Partito                                   | Candidato                  | Risultati 7 maggio 2015 | Risultati 7 maggio 2015 |
| Partito                    | Partito                                   | Candidato                  | Voti                    | %                       |
| -------------------------- | ----------------------------------------- | -------------------------- | ----------------------- | ----------------------- |
|                            | Conservatore                              | Helen Grant                | 22 745                  | 45,48                   |
|                            | Lib Dem                                   | Jasper Gerard              | 12 036                  | 24,07                   |
|                            | UKIP                                      | Eddie Powell               | 7 930                   | 15,86                   |
|                            | Laburista                                 | Allen Simpson              | 5 268                   | 10,53                   |
|                            | Verdi                                     | Hannah Patton              | 1 396                   | 2,79                    |
|                            | National Health Action                    | Paul Hobday                | 583                     | 1,17                    |
|                            | Indipendente                              | Robin Kinrade              | 52                      | 0,10                    |
|                            |                                           |                            |                         |                         |
| Iscritti                   | Iscritti                                  | Iscritti                   | 73 221                  | 100,00                  |
| ↳ Votanti (% su iscritti)  | ↳ Votanti (% su iscritti)                 | ↳ Votanti (% su iscritti)  | 50 010                  | 68,30                   |
| ↳ Astenuti (% su iscritti) | ↳ Astenuti (% su iscritti)                | ↳ Astenuti (% su iscritti) | 23 211                  | 31,70                   |
|                            |                                           |                            |                         |                         |
|                            | Esito: collegio confermato a Conservatore |                            |                         |                         |

| Partito                    | Partito                                   | Candidato                  | Risultati 6 maggio 2010 | Risultati 6 maggio 2010 |
| Partito                    | Partito                                   | Candidato                  | Voti                    | %                       |
| -------------------------- | ----------------------------------------- | -------------------------- | ----------------------- | ----------------------- |
|                            | Conservatore                              | Helen Grant                | 23 491                  | 48,01                   |
|                            | Lib Dem                                   | Peter Carroll              | 17 602                  | 35,98                   |
|                            | Laburista                                 | Rav Seeruthun              | 4 769                   | 9,75                    |
|                            | UKIP                                      | Gareth A. Kendal           | 1 637                   | 3,35                    |
|                            | Verdi                                     | Stuart R. Jeffery          | 655                     | 1,34                    |
|                            | Fronte Nazionale                          | Gary Butler                | 643                     | 1,31                    |
|                            | Cristiano                                 | Heidi A. Simmonds          | 131                     | 0,27                    |
|                            |                                           |                            |                         |                         |
| Iscritti                   | Iscritti                                  | Iscritti                   | 71 013                  | 100,00                  |
| ↳ Votanti (% su iscritti)  | ↳ Votanti (% su iscritti)                 | ↳ Votanti (% su iscritti)  | 48 928                  | 68,90                   |
| ↳ Astenuti (% su iscritti) | ↳ Astenuti (% su iscritti)                | ↳ Astenuti (% su iscritti) | 22 085                  | 31,10                   |
|                            |                                           |                            |                         |                         |
|                            | Esito: collegio confermato a Conservatore |                            |                         |                         |

### Elezioni negli anni 2000
| Partito                    | Partito                                   | Candidato                  | Risultati 5 maggio 2005 | Risultati 5 maggio 2005 |
| Partito                    | Partito                                   | Candidato                  | Voti                    | %                       |
| -------------------------- | ----------------------------------------- | -------------------------- | ----------------------- | ----------------------- |
|                            | Conservatore                              | Ann Widdecombe             | 25 670                  | 52,65                   |
|                            | Laburista                                 | Elizabeth Breeze           | 10 814                  | 22,18                   |
|                            | Lib Dem                                   | Mark Corney                | 10 808                  | 22,17                   |
|                            | UKIP                                      | Anthony 'Felix' Robertson  | 1 463                   | 3,00                    |
|                            |                                           |                            |                         |                         |
| Iscritti                   | Iscritti                                  | Iscritti                   | 74 095                  | 100,00                  |
| ↳ Votanti (% su iscritti)  | ↳ Votanti (% su iscritti)                 | ↳ Votanti (% su iscritti)  | 48 755                  | 65,80                   |
| ↳ Astenuti (% su iscritti) | ↳ Astenuti (% su iscritti)                | ↳ Astenuti (% su iscritti) | 25 340                  | 34,20                   |
|                            |                                           |                            |                         |                         |
|                            | Esito: collegio confermato a Conservatore |                            |                         |                         |

| Partito                    | Partito                                   | Candidato                  | Risultati 7 giugno 2001 | Risultati 7 giugno 2001 |
| Partito                    | Partito                                   | Candidato                  | Voti                    | %                       |
| -------------------------- | ----------------------------------------- | -------------------------- | ----------------------- | ----------------------- |
|                            | Conservatore                              | Ann Widdecombe             | 22 621                  | 49,63                   |
|                            | Laburista                                 | Mark Davis                 | 12 303                  | 26,99                   |
|                            | Lib Dem                                   | Allison Wainman            | 9 064                   | 19,89                   |
|                            | UKIP                                      | John Botting               | 978                     | 2,15                    |
|                            | Indipendente                              | Neil Hunt                  | 611                     | 1,34                    |
|                            |                                           |                            |                         |                         |
| Iscritti                   | Iscritti                                  | Iscritti                   | 73 988                  | 100,00                  |
| ↳ Votanti (% su iscritti)  | ↳ Votanti (% su iscritti)                 | ↳ Votanti (% su iscritti)  | 45 577                  | 61,60                   |
| ↳ Astenuti (% su iscritti) | ↳ Astenuti (% su iscritti)                | ↳ Astenuti (% su iscritti) | 28 411                  | 38,40                   |
|                            |                                           |                            |                         |                         |
|                            | Esito: collegio confermato a Conservatore |                            |                         |                         |

## Risultati dei referendum

### Referendum sulla permanenza del Regno Unito nell'Unione europea del 2016
|             | Collegio                | Lasciare UE % | Rimanere in UE % |
| ----------- | ----------------------- | ------------- | ---------------- |
|             | Maidstone and The Weald | 55,8%         | 44,2%            |
| Inghilterra | 53,3%                   | 46,7%         |                  |
| Regno Unito | 51,9%                   | 48,1%         |                  |